# Abbaye Saint-Berthuin de Malonne
L'abbaye Saint-Berthuin de Malonne était un monastère fondé en 685, situé à Malonne, près de Namur, en Belgique. Après les invasions normandes, le monastère s'est sécularisé. Au XIIe siècle, il est rattaché à l'ordre des Chanoines réguliers de saint Augustin, devenant une abbaye de 1151 à 1797, date à laquelle l'abbaye est vendue à Paris. Une grande partie des bâtiments du XVIIIe siècle est occupée aujourd'hui par les institutions éducatives des Frères des écoles chrétiennes.

## Géographie
L'abbaye Saint-Berthuin est située dans une vallée encaissée au bord d'un ruisseau, le Landoir, affluent de la Sambre, à Malonne, un village aujourd'hui rattaché à la ville de Namur, en Belgique: précisément à 8 km au Sud-Ouest du chef-lieu de la province de Namur. Sa fondation est liée à l'organisation ecclésiastique dans la région de la Marlagne.

## Histoire

### Fondation
La fondation du monastère, en 685, fait apparaître saint Berthuin en tant que coadjuteur de l'évêque de Maestricht dans cette région de la Marlagne. Il est aidé par la châtelaine de Flawinne et par Pépin de Herstal, ce qui entraîne un beau développement du monastère.

### Sécularisation
Après les invasions normandes, Malonne se sécularise.

### Malonne devient une abbaye augustinienne
Au XIIe siècle, Alexandre, chanoine de Malonne, devenu évêque de Plock, en Pologne, dépêche le prévôt de sa cathédrale, Walther, au prince-évêque de Liège Henri II de Leez, et obtient de la faveur impériale l'ex-monastère de Malonne, comme d'autres édifices du comté de Namur. Il y introduit la règle de saint Augustin en 1147, Malonne devenant une abbaye de 1151 à 1797.

### Suppression de l'abbaye
En 1797, l'abbaye est vendue à Paris aux anciens religieux, et depuis 1841, l'établissement est la propriété du diocèse de Namur.

### Aujourd'hui
Les batiments de l'abbaye sont actuellement occupés par les institutions scolaires des Frères des écoles chrétiennes.

## Liste des abbés
- Laurent Cornélis, abbé de 1523 à 1559
- Lambert de Becquevort, abbé de 1581 à 1599
- Dieudonné Schilsman, abbé de 1599 à 1611
- Jean Stapleaux, abbé de 1649 à 1673
- Jean Baré, abbé de 1688 à 1709
- Jean Bidart, abbé de 1709 à 1731
- Hubert Farsy, abbé de 1731 à 1754
- Bonvoisin, abbé de 1752 à 1780
- Jean-Baptiste Pauchet, abbé de 1790 à 1792

## Patrimoine
Les constructions visibles, au XXe siècle, sont datées XVIe siècle et au-delà :
- L'église et la tour sont bâties en pierre de taille et datent de 1653. Cette ancienne église abbatiale est devenue paroissiale sous l'intitulé église Saint-Berthuin de Malonne. Elle juxtapose une nef de 1651 à un chœur de 1722 ;
- La chaire de vérité de 1605, aux armes de l'abbé Dieudonné Schilsman, est remarquable ;
- Les portes sculptées du baptistère ont deux vantaux où sont sculptées, outre les armes de l'abbé Laurent Cornélis, ceux de l'Empire, c'est-à-dire d'Érard de La Marck, prince-évêque de Liège, et de Charles Quint ;
- Un autel renferme la châsse de saint Berthuin datée 1601, en argent repoussé et ciselé aux armes de l'abbé Dieudonné Schilsman ;
- Les boiseries des stalles sont ornées de cuirs de Malines du XVIIIe siècle ;
- Le plafond sous le jubé est un souvenir de la Renaissance ;
- Les bâtiments centrés sur la cour d'honneur, faisant face à l'entrée principale, ont été édifiés de 1731 à 1754 et de 1752 à 1780. Sur l'un d'eux, on y compte deux séries de six fenêtres de chaque côté de la partie centrale à fronton triangulaire, où a trouvé place un escalier d'honneur à neuf issues. L'aile gauche de cet ensemble, qui comporte fronton, balcon et perron, se trouve une salle décorée de panneaux en cuir de Malines du XVIIIe siècle.

## Pour compléter